# Tamatia à col roux
Malacoptila rufa
Espèce
Statut de conservation UICN

 LC  : Préoccupation mineure
Le Tamatia à col roux (Malacoptila rufa) est une espèce d'oiseau de la famille des bucconidés.
Cet oiseau vit en Amazonie : au sud de l'Amazone.